# Phyllodon scutellifolius
Phyllodon scutellifolius là một loài Rêu trong họ Hypnaceae. Loài này được (Besch.) W.R. Buck miêu tả khoa học đầu tiên năm 1987.